# WrestleMania XX
WrestleMania XX was een professioneel worstel-pay-per-viewevenement dat georganiseerd werd door de World Wrestling Entertainment. Dit evenement was de 20e editie van WrestleMania en vond plaats in de Madison Square Garden in New York op 14 maart 2004.

## Matchen
| Nr.                                                                          | Match | Winnaar(s)                 |
| ---------------------------------------------------------------------------- | --- | -------------------------- |
| 1                                                                            | The Big Show (c) vs. John Cena in een een-op-eenmatch voor het WWE United States Championship | John Cena (nc)             |
| 2                                                                            | Rob Van Dam & Booker T (c) vs. Dudley Boyz (Bubba Ray & D-Von) vs. La Résistance (René Duprée & Rob Conway vs. Garrison Cade & Mark Jindrak in een Fatal Four-Way match voor het World Tag Team Championship                                        | Rob Van Dam & Booker T (c) |
| 3                                                                            | Christian vs. Chris Jericho in een een-op-eenmatch | Christian                  |
| 4                                                                            | Rock 'n' Sock Connection (The Rock & Mick Foley) vs. Evolution (Batista, Ric Flair & Randy Orton) in een Handicap match | Evolution                  |
| 5                                                                            | Torrie Wilson & Sable vs. Stacy Keibler & Miss Jackie in een Playboy Evening Gown match | Torrie Wilson & Sable      |
| 6                                                                            | Chavo Guerrero (c) (met Chavo Guerrero sr.) vs. Último Dragón vs. Shannon Moore vs. Jamie Noble vs. Funaki vs. Nunzio vs. Billy Kidman vs. Rey Mysterio vs. Tajiri vs. Akio in een Cruiserweight Open match voor het WWE Cruiserweight Championship | Chavo Guerrero (c)         |
| 7                                                                            | Goldberg vs. Brock Lesnar in een Interpromotional-een-op-eenmatch met Steve Austin als special guest referee | Goldberg                   |
| 8                                                                            | Too Cool (Rikishi & Scotty 2 Hotty) (c) vs. Basham Brothers (Danny & Doug) vs. The APA (Bradshaw & Faarooq vs. The World's Greatest Tag Team (Charlie Haas & Shelton Benjamin) in een Fatal Four-Way match voor het WWE Tag Team Championship       | Too Cool (c)               |
| 9                                                                            | Victoria (c) vs. Molly Holly in een Hair vs. Title match voor het WWE Women's Championship | Victoria (c)               |
| 10                                                                           | Eddie Guerrero (c) vs. Kurt Angle in een een-op-eenmatch voor het WWE Championship | Eddie Guerrero (c)         |
| 11                                                                           | The Undertaker (met Paul Bearer) vs. Kane in een een-op-eenmatch | The Undertaker             |
| 12                                                                           | Triple H (c) vs. Shawn Michaels vs. Chris Benoit in een Triple Threat match voor het World Heavyweight Championship | Chris Benoit (nc)          |
| (c) huidige kampioen voor en na de match \| (nc) nieuwe kampioen na de match | |                            |

I (1985) · 2 (1986) · III (1987) · IV (1988) · V (1989) · VI (1990) · VII (1991) · VIII (1992) · IX (1993) · X (1994) · XI (1995) · XII (1996) · 13 (1997) · XIV (1998) · XV (1999) · XVI (2000) · X-Seven (2001) · X8 (2002) · XIX (2003) · XX (2004) · 21 (2005) · 22 (2006) · 23 (2007) · XXIV (2008) · XXV (2009) · XXVI (2010) · XXVII (2011) · XXVIII (2012) · 29 (2013) · XXX (2014) · 31 (2015) · 32 (2016) · 33 (2017) · 34 (2018) · 35 (2019) · 36 (2020) · 37 (2021) · 38 (2022) 39 (2023) · 40 (2024) · 41 (2025)
Royal Rumble · 
No Way Out · 
WrestleMania XX · 
Backlash · 
Judgment Day · 
Bad Blood · 
The Great American Bash · 
Vengeance · 
SummerSlam · 
Unforgiven · 
No Mercy · 
Taboo Tuesday · 
Survivor Series ·
Armageddon